# Josefa Celsa Señaris
Josefa Celsa Señaris   (Caracas, 2 de novembre de 1965) és una herpetòloga veneçolana. És la directora del Museu d'Història Natural La Salle de Caracas, i directora nacional d'investigacions de la Fundació La Salle.
El 1990, va obtenir la seva llicenciatura en Biologia, per la Universitat Central de Veneçuela, i el doctorat en Biologia a la Universitat de Santiago de Compostel·la (Espanya), al juliol de 2001.

## Tàxons descrits
- Arthrosaura testigensis Gorzula & Señaris, 1999
- Celsiella vozmedianoi Ayarzagüena & Señaris, 1997
- Cercosaura nigroventris Gorzula & Señaris, 1999
- Hyalinobatrachium guairarepanense Señaris, 2001
- Hyalinobatrachium mondolfii Señaris & Ayarzagüena, 2001
- Hypsiboas jimenezi Señaris & Ayarzagüena, 2006
- Hypsiboas rhythmicus Señaris & Ayarzagüena, 2002
- Metaphryniscus Señaris, Ayarzagüena & Gorzula, 1994
- Metaphryniscus sosai Señaris, Ayarzagüena & Gorzula, 1994
- Myersiohyla aromatica Ayarzagüena & Señaris, 1994
- Myersiohyla inparquesi Ayarzagüena & Señaris, 1994
- Oreophrynella cryptica Señaris, 1995
- Oreophrynella nigra Señaris, Ayarzagüena & Gorzula, 1994
- Oreophrynella vasquezi Señaris, Ayarzagüena & Gorzula, 1994
- Oreophrynella weiassipuensis Señaris, Nascimento & Villarreal, 2005
- Riolama uzzelli Molina & Señaris, 2003
- Stefania oculosa Señaris, Ayarzagüena & Gorzula, 1997
- Stefania percristata Señaris, Ayarzagüena & Gorzula, 1997
- Stefania riveroi Señaris, Ayarzagüena & Gorzula, 1997
- Stefania satelles Señaris, Ayarzagüena & Gorzula, 1997
- Stefania schuberti Señaris, Ayarzagüena & Gorzula, 1997
- Tepuihyla aecii Ayarzagüena, Señaris & Gorzula, 1993
- Tepuihyla Ayarzagüena, Señaris & Gorzula, 1993
- Tepuihyla edelcae Ayarzagüena, Señaris & Gorzula, 1993
- Tepuihyla galani Ayarzagüena, Señaris & Gorzula, 1993 (actualment considerada sinònima de T. rimarum)
- Tepuihyla luteolabris Ayarzagüena, Señaris & Gorzula, 1993
- Tepuihyla rimarum Ayarzagüena, Señaris & Gorzula, 1993 (actualment considerada sinònima de T. rimarum)
- Vitreorana castroviejoi Ayarzagüena & Señaris, 1997

## Algunes publicacions
- Celsa Señaris, J; Ayarzagüena, J; Gorzula, S «El grupo Osteocephalus rodriguezi de las tierras altas de la Guayana venezolana: descripción de cinco nuevas especies» (en castellà). Memoria de la Fundación La Salle de Ciencias Naturales, 52, 1992, pàg. 113-142.
- Celsa Señaris, J; Ayarzagüena, J; Gorzula, S «Un nuevo género para les especies de grupo Osteocephalus rodriguezi (Anura: Hylidae)» (en castellà). Memoria de la Fundación La Salle de Ciencias Naturales, 52, 1992, pàg. 213-221.
- Celsa Señaris, J; Ayarzagüena, J; Gorzula, S «Un nuevo género para las especies del "grupo Osteocephalus rodriguezi" (Anura: Hylidae)» (en castellà). Memoria de la Fundación La Salle de Ciencias Naturales, 52(138), 1993, pàg. 213-221.
- Celsa Señaris, J; Ayarzagüena, J «Una nueva especie de Centrolenella (Anura: Centrolenidae) del Auyan-tepuy, Estado Bolívar, Venezuela» (en castellà). Memoria de la Sociedad de Ciencias Naturales La Salle, 53(139), 1993, pàg. 121-126.
- Celsa Señaris, J; Ayarzagüena, J «Dos nuevas especies de Hyla (Anura: Hylidae) para las cumbres tepuyanas del Estado Amazonas, Venezuela» (en castellà). Memoria de la Fundación La Salle de Ciencias Naturales, 139, 1994, pàg. 127-146.
- Celsa Señaris, J; Ayarzagüena, J; Gorzula, S «Los sapos de la familia Bufonidae (Amphibia: Anura) de las tierras altas de la guayana venezolana: descripción de un nuevo género y tres especies.» (en castellà). Publicaciones de la Asociación Amigos Doñana, 3, 1994, pàg. 1-37.
- Celsa Señaris, J «Una nueva especie de Oreophrynella (Anura: Hylidae) de la cima del Auyan-tepui, Estado Bolívar, Venezuela» (en castellà). Memoria de la Fundación La Salle de Ciencias Naturales, 53(140), 1995, pàg. 177-183.
- Celsa Señaris, J; Ayarzagüena, J; Gorzula, S «Revisión taxonómica del género Stefania (Anura: Hylidae) en Venezuela, con la descripción de 5 nuevas especies» (en castellà). Publicaciones de la Asociación Amigos Doñana, 1, 1996, pàg. 1-57.
- Celsa Señaris, J; Gorzula, S «Contribution to the herpetofauna of the Venezuelan Guayanal» (en anglès). Database. Scientia Guaianae, 8, 1998, pàg. xviii+270+32.
- Celsa Señaris, J; Lasso-Alcalá, O.M; Lasso, C.A «Aspectos de la biología y ecología de la curvinata Plagioscion squamosissimus (Heckel, 1840) (Pisces: Sciaenidae), en los llanos inundables del Estado Apure, Venezuela» (en castellà). Memoria de la Fundación La Salle de Ciencias Naturales, 58(149), 1998, pàg. 3-33.
- Celsa Señaris, J «Aportes al conocimiento taxonómico y ecológico de Amphisbaena gracilis Strauch, 1881 (Squamata: Amphisbaenidae) en Venezuela» (en castellà). Memoria de la Fundación La Salle de Ciencias Naturales, LIX(152), 1999, pàg. 115-120.
- Celsa Señaris, J «Una nueva especie de Hyalinobatrachium (Anura: Centrolenidae) de la cordillera de la costa, Venezuela» (en castellà). Memoria de la Fundación La Salle de Ciencias Naturales, LIX(152), 1999, pàg. 133-147.
- Celsa Señaris, J; Ayarzagüena, J «Una nueva especie de Hyalinobatrachium (Anura: Centrolenidae) de la Cordillera de la Costa, Venezuela» (en castellà). Memoria de la Fundación La Salle de Ciencias Naturales, 59(152), 2001, pàg. 133-147.
- Celsa Señaris, J; Ayarzagüena, J «Una nueva especie de rana de cristal del género Hyalinobatracium (Anura: Centrolenidae) del delta del río Orinoco» (en castellà). Revista de Biología Tropical, 49(3), 2001, pàg. 1007-1017.
- Celsa Señaris, J; Villarreal, O; Donascimiento, C «Contribución al conocimiento faunístico del Wei-Assipu-Tepui, macizo del Roraima, con énfasis en la anurofauna y opiliofauna» (en castellà). Boletín Soc. Venezolana Espel, 36, 2002, pàg. 46-50. Arxivat de l'original el 2012-12-24. ISSN: 0583-7731 [Consulta: 26 juny 2020].
- Celsa Señaris, J; Ayarzagüena, J «A new species of Hyla (Anura: Hylidae) from the Venezuelan Guayana Highlands.» (en anglès). Journal of Herpetology, 36(4), 2002, pàg. 634-640.
- Celsa Señaris, J; Barrios, C «Distribution (Anura): Hyla calcarata» (en anglès). Herpetological Review, 33(1), 2002, pàg. 61.
- Celsa Señaris, J; Duellman, W.E «A new species of glass frog (Anura: Centrolenidae) from the Venezuelan Guayana» (en anglès). Herpetologica, 59, 2003, pàg. 247-252.
- Celsa Señaris, J; Molina, C «Una nueva especie del género Riolama (Reptilia: Gymnophtalmidae) de las tierras altas del Estado Amazonas, Venezuela» (en castellà). Memoria de la Fundación La Salle de Ciencias Naturales, 155, 2003, pàg. 5-19.
- Celsa Señaris, J; Ayarzagüena, J «Contribución al conocimiento de la anurofauna del delta del Orinoco, Venezuela: diversidad, ecología y biogeografía» (en castellà). Memoria de la Fundación La Salle de Ciencias Naturales, 157, 2004, pàg. 129-152.
- Celsa Señaris, J; Ayarzagüena, J «Revisión taxonómica de la Familia centrolenidae (Amphibia; Anura) de Venezuela» (en castellà). Publicaciones del Comité Español del Programa Hombre y Biosfera. Red IberoMaB de la UNESCO [Sevilla], 2005.
- Celsa Señaris, J; Lasso, Carlos A «Evaluación rápida de la biodiversidad de los ecosistemas acuáticos en la confluencia de los ríos Orinoco y Ventuari, estado Amazonas (Venezuela)» (en castellà). RAP Bull. of biological assessment. Conservation International Rapid Assessment Program. Ed. ilustr. de Conservation International, 30, 2007.
- Celsa Señaris, J; Lasso, Carlos A; Flores, Ana Liz «Evaluación rápida de la biodiversidad de los ecosistemas acuáticos de la cuenca alta del río Paragua, Estado Bolívar, Venezuela» (en castellà). RAP Bull. of biological assessment. Edición ilustrada de Conservation International, 49, 2009.
- Celsa Señaris, J; Lasso, Carlos A; Rial, Anabel «Evaluación rápida de la biodiversidad de los ecosistemas acuáticos de la cuenca alta del río Cuyuni, Guayana Venezolana» (en castellà). RAP Bull. of Biological Assessment/ Bol. RAP de Evaluación Biológica. Conservation International Rapid Assessment Program Series. Editor Conservation International, 55, 2010.

## Honors

### Membre[3]
- Cofundadora de Provita.
- Comité Veneçolà del MAB de la Unesco.
- Comité nacional per al disseny de l'Estratègia de Conservació dels amfibis veneçolans.
- Programa Promoció a l'Investigador (SPI), des de 1995 fins a l'actualitat.

### Epònims
- Tepuihyla celsae Mijares-Urrutia, Manzanilla & La Marca, 1999
- Celsiella Guayasamin, Castroviejo-Fisher, Trueb, Ayarzagüena, Rada & Vilà, 2009

### Abreviatura
L'abreviatura Señaris s'empra per a indicar a Josefa Celsa Señaris com autoritat en la descripció i taxonomia en zoologia.